# 烂货子
烂货子（日语：／ Rokudenashiko，又译“无用的人”，1972年3月14日—）是日本一名漫画家、艺术家、女权论者，日本性器艺术协会会员。曾以自己的性器官为模型制作装饰艺术作品“装逼”（デコまん），并受到大量关注。本名五十岚惠（／ Igarashi Megumi），部分作品以或名义发表。

## 经历

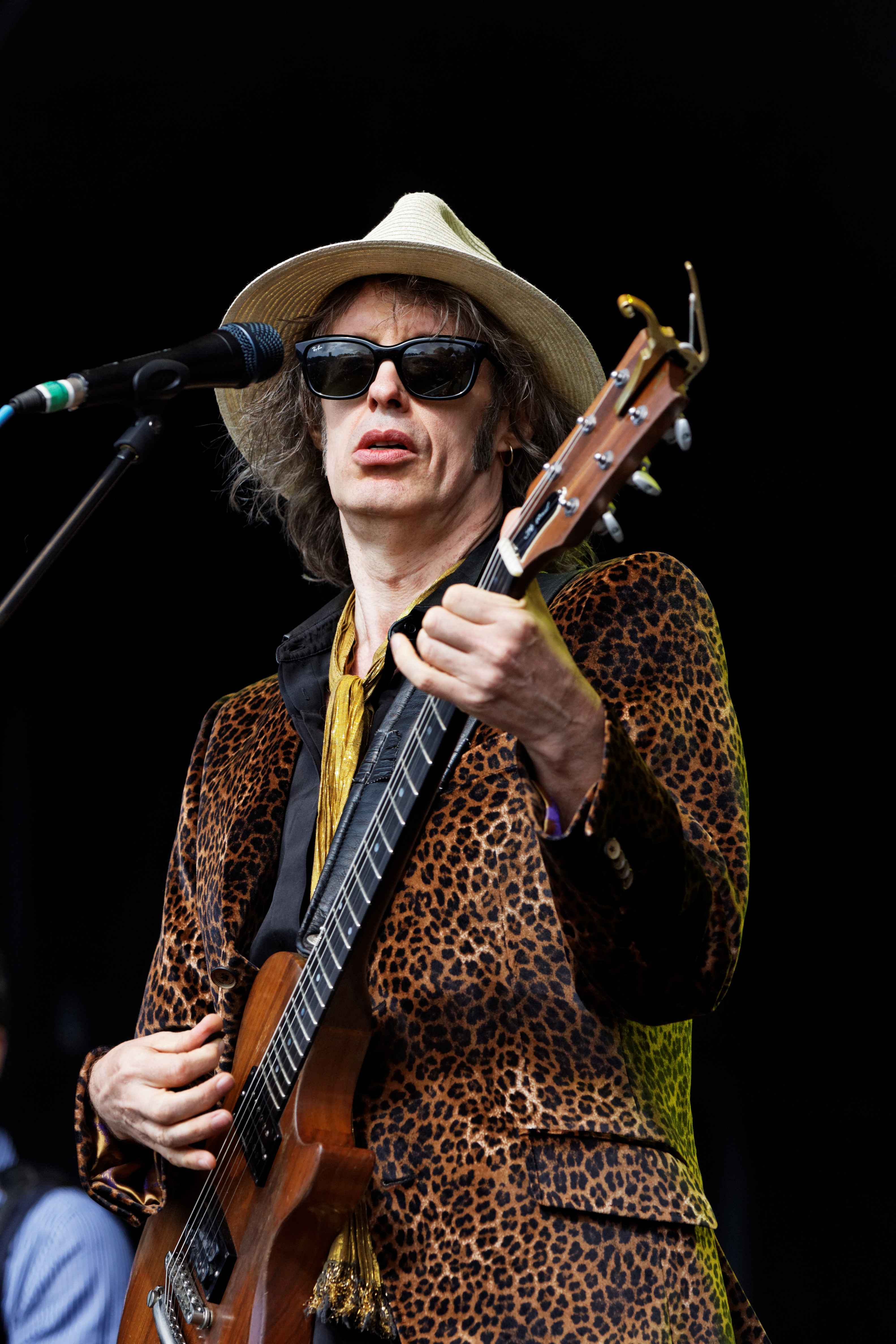
水男孩(The waterboys)在蘭達烏德克 (Landaoudec) 音樂節音樂會上表演克羅宗 (Crozon) 和菲尼斯泰爾 (法國) 的世界音樂節。

五十嵐惠生于静冈县山中小乡镇的打工族家庭，1990年前往东京，作为应届生就读国学院大学文学部哲学科。大学毕业后没有回家乡，而是在附近一家房屋中介做事务处理方面的兼职，期间有上过设计职业学校，但中途退学。在前男友的推荐下，1996年底开始画漫画并送至出版社，所创作的恋爱喜剧作品《房地产经纪人山田》于1998年入选讲谈社《Kiss》新人漫画奖，本人也正式作为漫画家出道，在讲谈社的同期有小川弥生。作品方面，不定期连载有《美代子要握！》（ミヨコ、握りまーす!），当时作品中还有短篇漫画《宠物父亲》（ペッ父ちゃん）等，此外亦以名义创作有庭审旁听漫画。
由于出道2年后一直没出单行本，也没有得到连载机会，其开始从叙事漫画转向当时流行的短篇随笔漫画，这种漫画主要描绘自身所体验的事物。不喜欢赌博的她曾为创作而去体验赌博机，只是相关连载漫画不久即遭腰斩，其随后于2002年就要满30岁时，与当时的男友正式结婚。结婚后与在mixi的网聚认识的男性出轨，并基于这段出轨经历创作了漫画《浮活》（ウワカツ），惟饱受恶评。由于这方面活动当时是对家人保密的，她在媒体上出现时总是戴着假发和装饰眼镜，笔名也使用的是“烂货子”。
在绘制性经验谈方面的漫画时，其接受了生殖器整形手术，并在创作续篇期间，制作了以自己外阴部分为模型的艺术品。由于结婚10年的丈夫对这些名为“装逼”的艺术品表示反对，两人于2012年2月离婚。当时，生活艰苦、只能以打工为生的她，每天所想的都是死亡。“装逼”的制作此后也在继续，惟在2014年7月，警方以猥亵物陈列罪为由逮捕烂货子，对于众筹筹得的100万日元资金，随后的庭审裁定对其处以40万日元罚款（见下文）。
2016年4月19日，其宣布将与The Waterboys乐队的迈克·斯科特结婚。2016年8月，烂货子宣布自己已怀孕3个月。2016年10月22日，烂货子与斯科特举行婚宴，并于2017年2月2日诞下一名男婴。

## “装逼”的制作与争议

### 制作背景
因为要将性经验谈画成漫画，在网上搜索阴毛美容沙龙时得知有针对女性生殖器的整形手术后，2010年，她接受了对自己阴唇的切除手术，顺便将其用作体验漫画的素材。名为“装逼”（デコまん）的艺术品在创作漫画续篇期间制作，这些作品以她自己生殖器外阴部分的模型（即所谓）为基础。作品从制作到公布的全过程于2010年至2012年约2年间，以随笔漫画的形式刊登在《真实趣事》《真实趣事 Pinky》（均为文华社杂志）上。

### “装逼”发展
开设创作会
关注活动的专栏作家提出开设创作会的建议后，创作会开始举办，包括2011年9月的第一次和11月的第二次，希望参加活动的人数增长得比烂货子预计的还要快。烂货子称，她在倾听参加者声音的过程中，确定了自己活动的目标。
知名度上升
2011年，“装逼”通过美国华盛顿州西雅图“情色艺术节”（Erotic Art Festival）的预选，将正式参展。在报名的2000件作品中，只有200件作品通过预选。以“‘装逼’艺术活动”为主线的随笔漫画单行本《装逼：整形过那里的漫画家创作奇怪艺术的理由》（デコまん：アソコ整形漫画家が奇妙なアートを作った理由，文华社）也于2012年7月出版。2012年8月27日至9月15日，“装逼”个展和相关活动在银座Vanilla Mania举行，个展标题为“OH! MANKO! 从西雅图归来的装逼展 〜我飘洋渡海的逼〜”（OH! MANKO! シアトルから帰ってきたデコまん展 〜海を渡ったわたしのまんこ〜），期间还进行了以“逼Bar 〜Project M 挑战者们〜”（まんこBar 〜プロジェクトM 挑戦者達〜）为题的活动。这次个展使许多杂志做出报道，如《周刊Post》《周刊现代》《周刊Playboy》《FLASH》等。2012年12月，“装逼”（デコまん）被提名至《周刊朝日艺能》举办的里流行语珍语评比中的成人类别。

### 因“淫秽”嫌疑被捕与受审
众筹与数据分发
2013年6月18日、烂货子发起众筹以获取制作“逼船”（マンボート）的资金，制作过程中将使用她自己阴部的3D扫描数据。作为提供资金的回报，烂货子将自身外阴的3D数据发给了捐助者们。成功募集100万日元资金后，该船于2013年10月19日举行下水仪式。日本国外亦有几家媒体报道此事。
首次被捕
2014年7月12日，因制作自身性器官的3D打印数据，并自2013年10月起将数据分发给捐助活动资金的男性，供他们下载，警视厅以猥亵物颁布等罪等的嫌疑逮捕了烂货子，这是日本全国首个将3D数据认定为淫秽物品的案例。烂货子本人否认嫌疑，称“不能认同警察（将性器官）认定为淫秽物品。对我而言这是跟手和脚一样的”。除本人外阴的模型以外，警方还扣押了艺人岩井志麻子的外阴模型。由于事发突然，没能来得及整理生活用品，一些随身用品又因为各种限制不能带入，生活必需品最终是在看守所购买的。此次逮捕于14日向外界公开，次日，感觉这次逮捕过于粗暴，担忧发生思想压迫的男性在change.org上起草并发起联署，要求警视厅立即释放烂货子。16日，联署达到要求的目标人数15000人，署名结果送至警视厅。烂货子在遭逮捕时是想交掉罚金离开看守所，但在得知这相当于否定自己的活动之后，决定走上法庭。7月15日，法官裁定予以羁押（对犯罪嫌疑人的一种拘留措施），辩方随即采取称为“准抗告”的抗告手续并获法院认可，法院决定释放烂货子。2014年7月18日，烂货子获释。
逮捕引发的反应
针对这一事件，日本国内外均有作出反应。The Waterboys乐队领袖迈克·斯科特创作并发表了《ROK ROK ROKUDENASHIKO》，用以对烂货子的主张表示支持。艺人伊集院光在个人主持的广播节目中就媒体在报道时使用的“自称艺术家”称呼发表看法，认为这是在贴标签。律师伊东良德批评媒体在报道时只是单纯转述警方的信息，还认为淫秽与否是会根据当事人主观判断而改变，应将此次案件中的烂货子作为一种政治犯来看待。记者长谷川丰则提及1957年的查泰莱案，针对现在仍在使用当时的淫秽定义三要件讨论问题，以及这些要件本身就不完备这两点作出评论。日本国外数家媒体亦有报道此次逮捕，报道中提及日本对性的双重标准，以及现代过于严苛的道德要求。
获释后的活动
2014年7月24日，烂货子在日本外国特派员协会（即外国记者协会）处说出了“MANKO”这个词。《周刊金曜日》上，描绘逮捕拘留体验的手记漫画也于10月18日起开始短期集中连载。
再次被捕
2014年12月3日，因将3件“装逼”放置在女性成人用品店内展示，烂货子与北原美野里同遭警视厅保安课逮捕，理由是有猥亵物公然陈列的嫌疑，烂货子依旧否认作品的淫秽性。与上次被捕不同，此次追加了猥亵物公然陈列的嫌疑。就此次被捕，烂货子事后说道，她认为此次逮捕是因为自己画了被认为是侮辱警察的漫画。12月24日，检方以“猥亵物陈列”“猥亵电磁性记录等送信颁布”“猥亵电磁性记录记录媒体颁布”三项嫌疑将其起诉。12月26日，烂货子提交的保释申请获批，其在交保150万日元后获准保释。
庭审
案件于2015年4月15日进行第一次公开审理，旁听券只有25张，但法庭前约有200人在排队。受这一景象，以及庭审时检察官的言行举止、对证据的处理方式之影响，烂货子感觉尽管外界对此案很关心，法院似乎对审理仍然有所遮掩。检方认为烂货子的行为构成猥亵电磁性记录等送信颁布罪，建议处罚金80万日元。
第六次审理时传召了上智大学国际教养学部部长林道郎，该人借过去以生殖器为形的艺术作品，在作品艺术性方面给出了证言。
判决
2016年5月9日，法庭判决立体作品的陈列无罪，3D数据的分发构成猥亵物颁布等罪，处罚金40万日元。烂货子律师团中的山口贵士对此评价道，这是《感官世界》案以来的划时代判决。烂货子本人当天提出上诉，理由是判决没有将把性器官自身认为是淫秽的行为视作问题。
判决后的反响
脑科学家茂木健一郎得知判决后，认为数据分发也是表达的一部分，并指出在对艺术的态度方面，法律可能与时代潮流不一致。国际艺评人协会部分会员认为判决不当，在5月14日向地方裁判所、警视厅和检察厅提交了抗议声明。8月25日，女子现代媒体文化研究会也提交了寻求无罪的意见书。艺术评论家乔纳森·琼斯（Jonathan Jones）在《卫报》上发表评论文章，认为判决结果不合理。
再审
2017年4月13日，东京地方裁判所维持一审判决，驳回控辩双方的上诉。由于检方没有继续上诉，本有猥亵物颁布嫌疑的“装逼”分发行为已确定无罪。

### 烂货子的观点
最初指代女性生殖器的时候，烂货子使用的是“MK”，后来对相关称呼产生“为什么一定要模糊处理，或是使用隐讳号（如）”的疑问，现在指代时改用直白的，并持续进行表达方面的活动。烂货子后来称，看到的调查书只写着是因具有性器官露骨的形状而认定为淫秽物品，当时觉得其并没能充分论证这是激起性兴奋的东西。2015年接受采访时，其表示担心若自己被判有罪，会导致限制出现强化，进而危及表达与言论自由。在第一次公开审理后的记者会上，她认为女性生殖器与其他可能被归为淫秽的对象不同，其根本原因是对女性的性别歧视，并称为抹去这种与不洁感相关联的印象，自己会继续创作幽默滑稽的作品。然而，由于法官要求改变称呼方式，并警告称否则会限制进行意见陈述，在东京地方裁判所的公开审理时，烂货子将平时使用的俗语称呼改为正式的“性器”。此外，她还称说出老家方面使用的称呼时会有犹豫。

## 其他争议

### “”推文与种族主义者鞭笞队
2015年11月，由于在Twitter上发了包含字样的推文，烂货子与种族主义者鞭笞队产生争论，产经Digital此后就该队一名队员引发的新潟日报报道部长Twitter诽谤发言事件，邀请烂货子撰写一篇独占随笔文章。随笔中，烂货子批评该队的发言是人身攻击。对此，音乐家浪漫优光认为烂货子的态度和仇恨言论一方均存在问题，并评论称这掩盖了原来的问题。烂货子之后一方面就之前使用“火病”（ファビョる）一词道歉，另一方面则批评对话另一方的谩骂行为。针对这一连串的发展，中川淳一郎分析认为是由于韩国国内情况不佳，反歧视一方的敌对势力活动减少，这些反歧视人群才开始攻击他们自认为歧视他人的人；因为使用一词时本身带有一定的寒暄意思，加之烂货子之前因案件有了知名度，反歧视一方才会因为她在Twitter上的发言而界定其为自己一方的敌人。此外，他还提及烂货子之前本身就多次出现在关于表达自由的报道中，事件的发展与本人预想的方向不同。

### 国际特赦组织日本分部的活动
国际特赦组织日本分部预计在2016年9月30日举办烂货子的演讲活动，但在进行公告时，收到不少对活动的批评之声，其中还包括诽谤。该组织认为“继续举办的话听众也不能专心地听演讲并进行讨论，很有可能不能达成理解烂货子一案与背后背景这一举办活动最初的目的”，从而于27日决定中止活动。这次中止同样受到很多批评，烂货子在收到该组织单方面中止的邮件告知后，向对方提交了公开质询书。自由作家清义明随后指出烂货子发布的公开解释声明包含谎言。特赦组织后重新通知，称活动将在几日后进行，实际上也是按原计划举办完毕。就此事，网络新闻编辑中川淳一郎提到与烂货子对立的人物过去所作的发言，认为将该段文字愉快地写到Twitter上的烂货子已被认定为反种族主义者一方的敌人，以及这次的反应显示出反烂货子和反歧视方面将希望保持“崇高”的愿望加之于特赦组织一方。作家架神恭介则认为对于网上的人身攻击，那些怎么说也听不进的人烂货子应该直接无视；此外还认为不应干涉不同的人看到作品后，拥有不同想法的自由。

## 著作
名义
- 《爽快夫人的邻居林原》（さわやか奥さん隣のハヤシバラさん，幻冬舍，2005年）
- 《爽快夫人赌博机体验记》（さわやか奥さんパチンコ体験記，幻冬舍，2006年）

烂货子名义
- 《装逼 整形过那里的漫画家创作奇怪艺术的理由》（デコまん アソコ整形漫画家が奇妙なアートを作った理由，文华社，2012年）
- 《女子校有的有的》（女子校あるある，彩图社，2013年）
- 《猥亵是什么？（被称作“自称艺术家”的我）》（ワイセツって何ですか？ (「自称芸術家」と呼ばれた私)，金曜日，2015年）
  - What is Obscenity?: The Story of a Good For Nothing Artist and her Pussy（Koyama Press，2016）——该书英译本
- 《我的身体是淫秽？！：只有女的那里为何是禁忌》（私の体がワイセツ?!: 女のそこだけなぜタブー，筑摩书房，2015年）

## 获奖经历

### 奖项
2014年
Tokyo Designers Week 2014内 TDW ART FAIR 前期准大奖
2015年
美国新闻网站 artnet news“打破社会禁忌的10位女性艺术家”
2016年
著作《猥亵是什么？（被称为“自称艺术家的我”）》- 《洛杉矶时报》图书奖（亚军组）

## 脚注

### 引用
1. ↑  . The Japan Times.   [2016-02-27]. （原始内容存档于2020-11-08） （英语）.
2. 1 2  . ArtLyst Ltd.   [2014-12-25]. （原始内容存档于2016-06-03） （英语）.
3. ↑  . BBC 中文网.   [2017-07-08]. （原始内容存档于2017-07-08） （中文（简体））.
4. ↑  . . @6d745. 2015-04-22  [2017-07-08]. （原始内容存档于2015-06-01） （日语）.
5. ↑  . . 2014-03-14  [2016-09-12]. （原始内容存档于2016-06-03） （日语）.
6. ↑  . . 文化, 社会. ASREAD. 2014-12-18  [2016-09-17]. （原始内容存档于2016-03-17） （日语）.
7. 1 2 3 4 5  . . .   [2016-09-16]. （原始内容存档于2016-09-16） （日语）.
8. ↑  ろくでなし子 2015a，第79, 102頁.
9. ↑  ろくでなし子 2015a，第108–109頁.
10. 1 2  . . @6d745. 2017-06-16  [2017-07-08]. （原始内容存档于2017-06-19） （日语）.
11. ↑  ろくでなし子 2015b，第111頁.
12. 1 2 3 4 5 6 7  ろくでなし子 2015b，第186頁
13. ↑   （日語）
14. ↑  ろくでなし子 2015a，第104頁.
15. ↑  ろくでなし子 2015a，第108頁.
16. ↑  ろくでなし子 2015a，第111頁.
17. ↑  ろくでなし子 2015b，第116頁.
18. ↑  ろくでなし子 2015a，第109頁.
19. ↑  ろくでなし子 2015a，第110頁.
20. ↑  ろくでなし子 2015a，第112頁.
21. 1 2  . . . 2015-04-12  [2016-09-17]. （原始内容存档于2015-05-15）.
22. ↑  ろくでなし子 2015a，第116頁.
23. ↑  ろくでなし子 2015b，第187頁
24. ↑  ろくでなし子 2015a，第120–121頁.
25. ↑  MacDonald, Stuart. . Mirror UK.   [2016-09-16]. （原始内容存档于2016-09-16） （英语）.
26. ↑  . . . 2016-04-22  [2016-09-24]. （原始内容存档于2016-04-24） （日语）.
27. ↑  . . . 2016-08-03  [2016-09-22]. （原始内容存档于2016-10-03） （日语）.
28. ↑  . amass. amass.jp. 2016-10-23  [2017-05-25]. （原始内容存档于2017-05-25） （日语）.
29. ↑  . . BuzzFeed NEWS. 2017-02-03  [2017-05-25]. （原始内容存档于2017-05-25） （日语）.
30. ↑  . . . 2017-02-08  [2017-05-26]. （原始内容存档于2017-05-26） （日语）.
31. ↑  ろくでなし子 2015a，第114頁.
32. ↑  ，书底扉页的作品初次出版列表。
33. 1 2  . . . . 2015-04-15  [2016-09-22]. （原始内容存档于2016-09-22） （日语）.
34. ↑  . . Love Piece Club. 2011-08-15  [2016-10-13]. （原始内容存档于2016-10-13） （日语）.
35. ↑  . . . 2011-11-08  [2016-10-13]. （原始内容存档于2015-09-28） （日语）.
36. ↑  . . Weblogrs.com. 2014-11-07  [2016-10-12]. （原始内容存档于2016-10-13） （日语）.
37. ↑  . . . 2012-04-02  [2016-10-13]. （原始内容存档于2014-07-15） （日语）.
38. ↑  . . CAMPFIRE（日语：CAMPFIRE (クラウドファンディング)）.   [2016-09-16]. （原始内容存档于2016-08-04） （日语）.
39. ↑  . . Broadly. 2016-05-09  [2016-10-13]. （原始内容存档于2016-10-13） （英语）.
40. ↑  . .   [2017-07-09]. （原始内容存档于2017-06-10） （日语）.
41. ↑  . . . 2013-10-08  [2016-10-15]. （原始内容存档于2016-03-23） （日语）.
42. ↑  . RT. 2014-07-17  [2016-10-15]. （原始内容存档于2016-06-23） （英语）.
43. ↑  Ashcraft, Brian. . Kotaku. 2014-05-15  [2016-10-15]. （原始内容存档于2016-08-24） （英语）.
44. ↑  Broadly Staff(2015年8月15日). 0:00处.
45. 1 2 3  牧 2015，第145頁
46. ↑  . . 2014-07-14  [2014-07-14]. （原始内容存档于2014-07-14） （日语）.
47. ↑  名鹿祥史. . . 2014-10-12  [2016-09-21]. （原始内容存档于2016-06-24） （日语）.
48. ↑  . . withnews. 2014-12-03  [2016-10-13]. （原始内容存档于2016-03-31） （日语）.
49. ↑  . . 2014-07-16  [2016-10-13]. （原始内容存档于2016-03-21） （日语）.
50. ↑  Takano, Masanori. . Change.org. 2014-07-18  [2016-09-21]. （原始内容存档于2016-09-21） （日语）.
51. ↑  佐藤慶一. . . 講談社. 2014-10-18  [2016-09-21]. （原始内容存档于2016-09-21） （日语）.
52. ↑  . . iRONNA.   [2016-10-15]. （原始内容存档于2016-04-13） （日语）.
53. 1 2 3  . . . 2014-12-23  [2016-09-22]. （原始内容存档于2015-11-15） （日语）.
54. ↑  . The Hot Press Newsdesk. 2015-12-01  [2016-10-13]. （原始内容存档于2016-03-14） （英语）.
55. ↑  . . amass. 2015-12-02  [2016-10-13]. （原始内容存档于2015-12-22） （日语）.
56. ↑  . . 2014年7月15日  [2016-09-25]. （原始内容存档于2015-04-29） （日语）.
57. ↑  . . . 2014-07-15  [2016-09-22]. （原始内容存档于2016-09-01） （日语）.
58. ↑  . . 記事. BLOGOS. 2015-04-16  [2016-09-25]. （原始内容存档于2015-04-18） （日语）.
59. ↑  . . NewSphere. 2014-07-25  [2016-09-21]. （原始内容存档于2015-05-06） （日语）.
60. ↑  須見健矢. . iRONNA.   [2016-10-15]. （原始内容存档于2016-10-15） （日语）.
61. ↑  . 話題. withnews. 2014-12-03  [2016-09-22]. （原始内容存档于2016-08-06） （日语）.
62. ↑  . 共同通信社. 2014-12-03  [2014-12-03]. （原始内容存档于2016-03-04） （日语）.
63. ↑  Tokyo Reporter. . News on Japan.com. 2014-12-03  [2016-09-17]. （原始内容存档于2015-09-25） （英语）.
64. ↑  . . 2014-12-05  [2016-10-13]. （原始内容存档于2014-12-10） （日语）.
65. ↑  牧陽一. . ART iT. 2015-07-07  [2016-09-17]. （原始内容存档于2016-09-17） （日语）.
66. ↑   (PDF). 裁判所: 2. 2015-07  [2016-09-17]. （原始内容 (pdf)存档于2015-11-06） （日语）.
67. ↑  春田久美子. . . . 2014-02-24  [2016-09-17]. （原始内容存档于2015-07-03） （日语）.
68. ↑  . . 記事. ironna. 2015-09-17  [2016-09-17]. （原始内容存档于2016-05-11） （日语）.
69. ↑  山下俊輔. . . 毎日新聞. 2016-02-01  [2016-09-21]. （原始内容存档于2016-02-04） （日语）.
70. ↑  ろくでなし子. . テーマ. ironna. 2015-12-19  [2016-09-17]. （原始内容存档于2021-01-27）.
71. ↑  千葉雄高. . 記事 (). 2016-05-09  [2016-09-22]. （原始内容存档于2016-05-10） （日语）.
72. ↑  . 裁判. . 2016-05-09  [2016-09-22]. （原始内容存档于2016-05-10） （日语）.
73. ↑  . 社会. . 2016-05-09  [2016-09-24]. （原始内容存档于2016-10-13） （日语）.
74. ↑  吉野太一郎. . . 2016-05-09  [2016-09-22]. （原始内容存档于2016-05-09） （日语）.
75. ↑  . . 2016-05-23  [2016-09-21]. （原始内容存档于2016-09-21） （日语）.
76. ↑  茂木健一郎. . . 2016-05-10  [2016-09-21]. （原始内容存档于2016-09-21） （日语）.
77. ↑  .  (PDF). 2016-05-14  [2016-09-17]. （原始内容 (pdf)存档于2016-05-14） （日语）.
78. ↑  山田久美子. . . 2016-08-25  [2016-09-21]. （原始内容存档于2016-09-21） （日语）.
79. ↑  . . . 2016-05-11  [2016-09-22]. （原始内容存档于2016-09-22） （日语）.
80. ↑  . . . . 2017-04-13  [2017-05-26]. （原始内容存档于2017-05-26） （日语）.
81. ↑  志村英司. . 朝日新聞. 朝日新聞社. 2017-04-28  [2017-05-26]. （原始内容存档于2017-05-26） （日语）.
82. ↑  渡辺一樹. . BuzzFeed NEWS. 2017-04-27  [2017-05-27]. （原始内容存档于2017-05-26） （日语）.
83. ↑  朝井麻由美. . 日刊SPA!（日语：SPA!）. 2012-08-18  [2016-09-17]. （原始内容存档于2016-04-04） （日语）.
84. ↑  . . . cyzowoman: 2. 2015-05-30  [2016-09-24]. （原始内容存档于2016-08-19） （日语）.
85. ↑  Broadly Staff(2015年8月15日). 12:15处.
86. 1 2  . . with news. 2015-04-15  [2016-10-15]. （原始内容存档于2016-08-06） （日语）.
87. ↑  . . . 弁護士ドットコムNEWS. 2014-12-22  [2016-09-16]. （原始内容存档于2016-09-16） （日语）.
88. ↑  . . . messy. 2014-04-18  [2016-09-17]. （原始内容存档于2016-03-04） （日语）.
89. 1 2  . . ironna (产经Digital（日语：産経デジタル）). 2015-11-26  [2015-12-02]. （原始内容存档于2016-02-03） （日语）.
90. ↑  . . . . 2015-11-13  [2016-09-22]. （原始内容存档于2015-11-18） （日语）.
91. ↑  . . 2016-10-17  [2017-05-26]. （原始内容存档于2017-05-26） （日语）.
92. ↑  中川淳一郎（日语：中川淳一郎）, ,  (小学館), 2017-06-07: 1  [2017-06-08], （原始内容存档于2017-06-08） （日语）
93. ↑  中川淳一郎（日语：中川淳一郎）, ,  (小学館), 2017-06-07: 3  [2017-06-08], （原始内容存档于2017-06-08） （日语）
94. 1 2  中川淳一郎（日语：中川淳一郎）, ,  (小学館), 2017-06-07: 2  [2017-06-08], （原始内容存档于2017-06-08） （日语）
95. ↑  . . Buzzfeed. 2016-09-29  [2016-10-15]. （原始内容存档于2017-03-18） （日语）.
96. 1 2 3  若林秀樹. . Amnesty International. 2016-10-05  [2016-10-10]. （原始内容存档于2016-10-10） （日语）.
97. ↑  . . 2016-09-28  [2016-10-15]. （原始内容存档于2016-10-08） （日语）.
98. ↑  清義明. . BLOGOS: 2. 2016-10-16  [2017-05-26]. （原始内容存档于2017-05-26） （日语）.
99. ↑  . Amnesty International. 2016-09-29  [2016-10-13]. （原始内容存档于2016-10-13） （日语）.
100. 1 2  中川淳一郎. . . 2016-10-14  [2016-10-15]. （原始内容存档于2016-10-15） （日语）.
101. ↑  架神恭介. . 連載. Daily News Online. 2015-07-30  [2016-09-21]. （原始内容存档于2016-09-21） （日语）.
102. ↑  Chu, Christie. . Art World. artnet news. 2015-03-06  [2016-10-06]. （原始内容存档于2016-03-22） （英语）.
103. ↑  . Los Angeles Times Festival of Books. Los Angeles Times. 2017-04-21  [2017-05-25]. （原始内容存档于2017-05-25） （英语）.